# Karl Lupus
 Karl Lupus GmbH & Co. KG war ein Unternehmen im Lebensmitteleinzelhandel mit Sitz in Pforzheim. Die Firma betrieb die Einkaufshäuser der Marke Famila und den Cash & Carry Markt Lupus Food Service. Das Unternehmen wurde zum 1. Februar 2010 an die Kaufland Gruppe verkauft. Karl Lupus hatte 1400 Mitarbeiter und etwa 200 Millionen Euro Umsatz.